# Chór Akademicki Uniwersytetu Warszawskiego
Chór Akademicki Uniwersytetu Warszawskiego (ChAUW) – chór mieszany funkcjonujący w ramach działalności kulturalnej Uniwersytetu Warszawskiego. Skupia studentów i absolwentów UW oraz innych warszawskich uczelni wyższych. Powstał w 1921 roku i jest jednym z najstarszych chórów akademickich w Polsce. Wykonuje muzykę a cappella sakralną i świecką różnych epok, utwory współczesne oraz folklorystyczne, jak również większe formy wokalno-instrumentalne.

## Nagrody i wyróżnienia
- 2019 Grand Prix Polskiej Chóralistyki im. Stefana Stuligrosza w Poznaniu – wyróżnienie[1]
- 2019 Międzynarodowy Festiwal „Singing World” w Petersburgu – Grand Prix, I miejsce w kategorii Chóry mieszane, I miejsce w kategorii Muzyka sakralna, I miejsce w kategorii Muzyka ludowa[2]
- 2019 Międzynarodowy Festiwal Muzyki Chóralnej im. Feliksa Nowowiejskiego w Barczewie – Grand Prix i Złoty Dyplom, Nagroda specjalna „Za najlepsze wykonanie kompozycji współczesnej”, Nagroda specjalna „Za najlepsze wykonanie utworu muzyki dawnej”, Nagroda specjalna „Dla najlepszego dyrygenta”[3]
- 2019 Nominacja do nagrody „Fryderyk” 2019 w kategorii „Album Roku Muzyka Chóralna, Oratoryjna i Operowa”[4]
- 2018 Międzynarodowy Festiwal IFAS w Pardubicach – Grand Prix, I miejsce w kategorii Chóry mieszane, I miejsce w kategorii Bohuslav Martinů, I miejsce w kategorii Folklor, Nagroda Rektora Uniwersytetu Pardubickiego[5]
- 2016 Festiwal „Ars Liturgica” w Gnieźnie – Złoty Dyplom i II miejsce w kategorii chórów mieszanych[6]
- 2015 Mazowiecki Festiwal Chórów Akademickich „Vivat Academia” – Grand Prix
- 2014 Międzynarodowy Festiwal i Konkurs Chóralny w Pusan (Korea Południowa) – III miejsce w kategorii muzyka klasyczna – chóry mieszane
- 2011 Ogólnopolski Turniej Chórów „Legnica Cantat” – Grand Prix – Rubinowa Lutnia
- 2010 XIII Łódzki Festiwal Chóralny „Cantio Lodziensis” – Grand Prix
- 2010 XXIX Międzynarodowy Festiwal Muzyki Cerkiewnej „Hajnówka” – I miejsce w kategorii chórów amatorskich świeckich
- 2009 Mazowiecki Festiwal Chórów Akademickich „Vivat Academia” – Grand Prix
- 2009 Ogólnopolski Turniej Chórów „Legnica Cantat” – I miejsce w kategorii chórów dorosłych
- 2007 Fryderyk 2006 w kategorii Najwybitniejsze nagranie muzyki polskiej
- 2006 Międzynarodowy Festiwal „Rybnicka Jesień Chóralna” – Grand Prix
- 2005 Ogólnopolski Turniej Chórów „Legnica Cantat” – II miejsce
- 2005 Dni Muzyki Cerkiewnej w Hajnówce – I miejsce
- 2002 Międzynarodowy Konkurs Muzyki Chóralnej w Randers (Dania) – III miejsce;
- 1987 XIX Ogólnopolski Turniej Chórów „Legnica Cantat” – nagroda dla najlepszego chóru studenckiego
- 1983 XV Ogólnopolski Turniej Chórów „Legnica Cantat” – Nagroda im. Wacława Lachmana
- 1979 XII Ogólnopolski Turniej Chórów „Legnica Cantat” – nagrody dla najlepszego chóru mieszanego i najlepszego chóru akademickiego
- 1970 Międzynarodowy Konkurs Muzyczny w Middlesbrough (Wielka Brytania) – Grand Prix – Stalowy Kamerton
- 1970 IV Ogólnopolski Turniej Chórów „Legnica Cantat” – nagroda dla najlepszego zespołu mieszanego,
- 1969 III Ogólnopolski Turniej Chórów „Legnica Cantat” – Grand Prix – Brązowa Lutnia
- 1969 Konkurs Chórów Studenckich w Szczecinie Polska Muzyka Dawna – II miejsce, nagroda za najlepsze wykonanie utworu Wacława z Szamotuł, nagroda za najbardziej stylową interpretację
- 1923 Ogólnopolski Konkurs Chórów w Toruniu – I miejsce

## Dyskografia
- 2018 Całonocne czuwanie Siergiej Rachmaninow
- 2014 Joseph Haydn Franciszek Lessel
- 2011 Tylem wytrwał. 90 lat Chóru Akademickiego UW
- 2010 Wielka Msza h-moll Johann Sebastian Bach
- 2009 Jubileusz 200-lecia Wydziału Prawa i Administracji UW
- 2007 Tallis Sisask Świder Palestrina Szymanowski Rachmaninow

## Dyrygenci
- Irina Bogdanovich od 2002
- (p.o.) Mariusz Orzełowski 2001–2002
- Szymon Paczkowski 1999–2001
- (p.o.) Elżbieta Siczek
- Andrzej Borzym 1989–1999
- Janusz Wiliński 1986–1988
- Kazimierz Bukat 1982–1985 i 1988–1989
- Andrzej Potapczuk 1981–1982
- Andrzej Banasiewicz 1978–1980
- Maciej Jaśkiewicz 1968–1972
- Mirosław Perz 1963–1968 i 1972–1977
- Zbigniew Soja 1960–1963
- Edward Jozajtis 1956–1960
- Stanisław Młynarczyk 1954–1956
- Tomasz Kiesewetter
- Feliks Rybicki
- Jan Maklakiewicz
- Piotr Maszyński 1921–